# Chlorocytus ultonicus
Chlorocytus ultonicus är en stekelart som beskrevs av Graham 1965. Chlorocytus ultonicus ingår i släktet Chlorocytus och familjen puppglanssteklar. Arten är reproducerande i Sverige. Inga underarter finns listade i Catalogue of Life.